# Prefektura Ilirik
Pretorijanska prefektura Ilirik, Ilirikum ili prefektura Ilirik bila je jedna od četiri velike prefekture unutar poznog Rimskog Carstva. Administrativno središte prefekture bio je grad Sirmium (današnja Srijemska Mitrovica u Srbiji).

## Povijest
Nastala je 318. godine i u početku se dijelila u dve dijeceze: Panonsku i Mezijsku dijecezu. Kasnije je Mezijska dijeceza podijeljena u Dakijsku i Makedonsku dijecezu.
Prefektura je obuhvaćala provincije Panoniju, Norik, Kretu, kao i sve provincije na Balkanu osim Trakije. 379. godine Prefektura Ilirik podijeljena je na Zapadni i Istočni Ilirik. Zapadni Ilirik je pretvoren u dijecezu pod jurisdikcijom upravnika talijanske prefekture, dok je Istočni Ilirik postao dio Bizanta 395. godine.